# Coșești, Argeș
Coșești este satul de reședință al comunei cu același nume din județul Argeș, Muntenia, România.